# Clubiona savesi
Clubiona savesi là một loài nhện trong họ Clubionidae.
Loài này thuộc chi Clubiona. Clubiona savesi được Lucien Berland miêu tả năm 1930.